# Мбурувіча Рога
25°17′35″ пд. ш. 57°36′04″ зх. д. / 25.2931° пд. ш. 57.6011° зх. д.
Мбурувіча Рога (гуарані Будинок вождя; повна назва Residencia Presidencial Mburuvicha Róga) — будівля в Асунсьйоні, Парагвай, яка служить офіційною резиденцією президента та першої леді Парагваю, а також є офіційною штаб-квартирою офісу першої леді Парагваю.
Комплекс був побудований в 1930 році та складається з будинку та саду площею 20 гектарів.
Мбурувіча Рога це оригінальний вислів мовою гуарані, що означає «будинок вождя». Пізніше назва була адаптована до будинку президента республіки. Оскільки Mburuvicha означає «начальник», значення цього слова розширили й тепер він означає найвищу посадову особу в конкретному соціальному середовищі.
Нинішній палац Мбурувіча Рога розташований поруч з посольством США в Асунсьйоні та має три головні входи (один на проспекті Маріскаль Лопес, інший на вулиці Акка Караджа і третій на проспекті Кубічек), а також внутрішній аеропорт з вертолітним майданчиком для перельоту президента.